# بازده بوم‌شناختی
بازده بوم‌شناختی (به انگلیسی: Ecological yield)، رشد جمعیت قابل برداشت یک اکوسیستم است. معمولاً در جنگل‌داری اندازه‌گیری می‌شود: جنگلداری پایدار به عنوان جنگلی تعریف می‌شود که در یک سال بیش از آنچه در آن سال رشد کرده‌است، در یک بخش معین از جنگل، چوب برداشت نمی‌کند.
با این حال، این مفهوم در مورد آب، خاک و هر جنبه دیگری از یک اکوسیستم که می‌تواند هم برداشت و هم بازسازی شود - منابع تجدیدپذیر نامیده می‌شود - نیز قابل استفاده است. گنجایش برد یک اکوسیستم در طول زمان کاهش می‌یابد، اگر بیش از مقداری که «تجدید» شده‌است (تجدید یا رشد مجدد یا بازسازی) مصرف شود.
اغلب یک محصول زیست‌محیطی در یک مکان، بار زیست‌محیطی را در مکان دیگر جبران می‌کند. به عنوان مثال، گازهای گلخانه‌ای آزادشده در یک مکان، به‌طور نسبتاً مساوی در جو پراکنده می‌شوند و بنابراین کنترل گازهای گلخانه‌ای را می‌توان با ایجاد یک مخزن کربن به معنای واقعی کلمه در هر جای دیگری به دست آورد.

## تاریخچه
بعضی از اولین مقالات دانشگاهی در این رابطه، روش‌های ماهیگیری پایدار را بررسی می‌کردند. کار راسل و همکارانش در سال ۱۹۳۱ به طور خاص نشان داد که «به نظر می‌رسد ایده‌آل بودن یک ماهیگیری پایدار که حداکثر مقدار ثابتی را به دست می‌دهد، غیرعملی است.» کار عملی بعداً آغاز شد و توسط صنایع و سازمان‌های دولتی انجام گرفت.